# Swellendam
Swellendam este un oraș din Provincia Western Cape, Africa de Sud.